# Palaemnema nathalia
Palaemnema nathalia – gatunek ważki z rodziny Platystictidae. Występuje na terenie Ameryki Środkowej.